# Emilio Sereni
Emilio Sereni (12 août 1907, Rome - 20 mars 1977, Rome) est un écrivain, résistant, historien de l'agriculture et homme politique italien.

## Biographie
Emilio Sereni nait à Rome au sein d'une famille d'origine juive d'intellectuels antifascistes. Il est le fils de Samuele Sereni, médecin personnel du roi d'Italie, et d'Alfonsa Pontecorvo. Son frère Enzo Sereni (1905-1944) est un sioniste-socialiste, fondateur du kibboutz Guivat-Brener (un des plus grands d'Israël) et partisan de la coexistence Juifs-Arabes qui sera finalement exécuté au camp de concentration de Dachau. De plus, son grand-père maternel, Pellegrino Pontecorvo (1841-1916), est un grand industriel du textile et père de 10 enfants, ce qui fait d'Emilio le cousin du philosophe Eugenio Colorni ainsi que des frères Bruno Pontecorvo, Gillo Pontecorvo et Guido Pontecorvo.
Emilio étudie au Lycée Terenzio Mamiani de Rome et en 1926 il adhère au Parti communiste italien. En 1927, il est diplômé en agronomie à Portici et débute peu de temps après une activité de prosélytisme politique dans la région de Naples. En 1930, il se rend à Paris où il entre en contact avec Palmiro Togliatti, secrétaire général du Parti communiste italien alors en exil car le régime fasciste avait interdit tous les autres parties. Il retourne en Italie en septembre de la même année et est arrêté et condamné par le Tribunal spécial pour la sécurité de l’État en tant que communiste. Il écope alors d'une peine de 20 ans de prison, plus tard réduit à 15, comme opposant politique.
Bénéficiant d'une amnistie en 1935, il s'expatrie clandestinement à Paris avec sa femme Xenia Silberberg et sa fille Lea Sereni. Installé dans la capitale française, il devient rédacteur-en-chef de deux journaux italiens de gauche : Stato Operaio et La voce degli italiani. De nouveau découvert par le régime fasciste italien en 1943, il est condamné à 18 ans de prison pour activité subversive mais il réussit à s'enfuir une année plus tard et il s'établit à Milan où le parti communiste clandestin le charge de diriger l'office d'agitation et de propagande.
Après avoir joué un rôle important dans la Résistance italienne en tant que représentant, avec Luigi Longo, du parti communiste au Comité de libération nationale de Milan et comme composant du comité insurrectionnel constitué en avril 1945, en 1946 il entre au comité central du Parti communiste italien (redevenu légale après la Libération).
Polyglotte, il pouvait s'exprimer et écrire en 12 langues : italien, français, allemand, anglais, russe, grec, latin, hébreux, japonais et dans plusieurs langues cunéiformes (l'akkadien, le sumérien et l'hittite).
Emilio Sereni, bien qu'un des membres les plus importants du Parti communiste italien, s'opposa fermement à l'Union soviétique et à son totalitarisme. Il dirigea entre autres la revue Critique marxiste.

## Sources
- (it) Cet article est partiellement ou en totalité issu de l’article de Wikipédia en italien intitulé « Emilio Sereni » (voir la liste des auteurs).